# Phora hamulata
Phora hamulata är en tvåvingeart som beskrevs av Liu och Chou 1994. Phora hamulata ingår i släktet Phora och familjen puckelflugor.
Artens utbredningsområde är Shaanxi (Kina). Inga underarter finns listade i Catalogue of Life.